# Miran Špelič
Miran Špelič, slovenski frančiškan - OFM, teolog, filolog, prevajalec in pedagog, * 22. februar 1963, Ljubljana.
Leta 1986 je postal profesor latinščine in francoščine, nato pa je leta 1990 diplomiral še iz teologije. Leta 1992 je prejel duhovniško posvečenje. Doktoriral je leta 2002 iz patrologije na Patrističnem inštitutu Augustinianum v Rimu (Lateranska papeška univerza) s tezo o uboštvu v apoftegmah očetov.
Predava na Teološki fakulteti v Ljubljani. Hkrati je tudi predstojnik Inštituta za patristične študije Victorinianum in pomočnik urednika Bogoslovnega vestnika.

## Nazivi
- docent za patrologijo (2005)
- asistent (1996)
- predavatelj (1995)

## Dela
- Zgodnjekrščanska latinska poezija (Ljubljana 1999; (COBISS))
- Viktorin Ptujski, Razlaga Razodetja in druga dela, Celje 1999 (prevod in komentar). (COBISS)
- La povertà negli apoftegni dei Padri, Ljubljana 2003.